# ジョシュア・デュルクセン
ジョシュア・イヴァン・デュルクセン・ダイク（Joshua Iván Dürksen Dyck, 2003年10月27日 - ）は、パラグアイ出身のレーシングドライバー。

## 私生活
デュルクセンはドイツ系で、曽祖父が第二次世界大戦を逃れパラグアイへ来た移民である。両親はパラグアイのチャコ地方出身で、弟が1人いる。

## 経歴

### カート
デュルクセンのカートキャリアは非公開な部分があるが、2017年の「ロータックス・マックス・チャレンジ」で自身初めての国際カートレースへ参加し、パラグアイ人初の決勝進出を果たしている。

### フォーミュラ4

#### 2018年
2018年の「フランス・F4選手権（英語版）」へ出場するためのファイナリストに選出されたが、本戦出場はならなかった。

#### 2019年
2019年、デュルクセンはシングルシーターデビューを果たす。ミュッケ・モータースポーツ（英語版）からニコ・ゲーラー（英語版）と共に、「フォーミュラ4・UAE選手権（英語版）」へ参戦する 。開幕戦（ドバイ）・レース4で初勝利を挙げると、第2戦（ヤス・マリーナ）ではレース2・3と連勝を果たした。第3戦（ドバイ）は1勝、第4戦（ヤス・マリーナ）では表彰台争いへ食い込めず未勝利に終わる。最終戦（ドバイ）・レース4で5勝目を挙げ、ランキング首位のマッテオ・ナニーニに次ぐ、総合2位という結果で終えた。
その後、デュルクセンは「イタリア・F4選手権（英語版）」「ADAC・フォーミュラ4選手権（英語版）」へ参戦した。「イタリア・F4」はミュッケ・モータースポーツから、「ADAC・F4」ではADAC・ベルリン＝ブランデンブルク（英語版）へ移籍してレースへ出場する。「イタリア・F4」の開幕戦（ヴァレルンガ）・レース2にてロマン・スタニェク（英語版）とジャンルカ・ペテコフ（英語版）がペナルティを受け順位が降格したため、繰上げで初勝利を果たした。続くレース3も3位表彰台を獲得し好調なスタートを切った。第4戦（レッドブル・リンク）と第6戦（ムジェロ）でそれぞれ1回ずつ3位表彰台を獲得している。総合8位でシーズンを終えた。「ADAC・F4」は、開幕戦（オッシャースレーベン）・レース3で2位、後半戦の第6戦（ホッケンハイムリンク）・レース1で3位表彰台を獲得した。総合11位の成績で終える。

#### 2020年
2020年は、ADAC・ベルリン＝ブランデンブルクから「ADAC・F4」へフルタイム参戦しつつ「イタリア・F4」にも3戦限定ながらエントリーした。「ADAC・F4」の開幕戦（ラウジッツリンク）・レース1で2位表彰台を獲得した後、第3戦（ニュルブルクリンク）・レース3、第4戦（ホッケンハイムリンク）・レース1で連勝を飾る。終盤4戦でも3回の表彰台圏内フィニッシュを果たした。2勝・表彰台圏内6回の191ポイントを獲得し、総合6位でシーズンを終えた。
「イタリア・F4」では、開幕戦（レッドブル・リンク）・レース1でポールトゥウィンを果たす。レース3も2位でチェッカーを受ける。その後は4レースで入賞し、総合13位でスポット参戦のシーズンを終えた。

#### 2021年

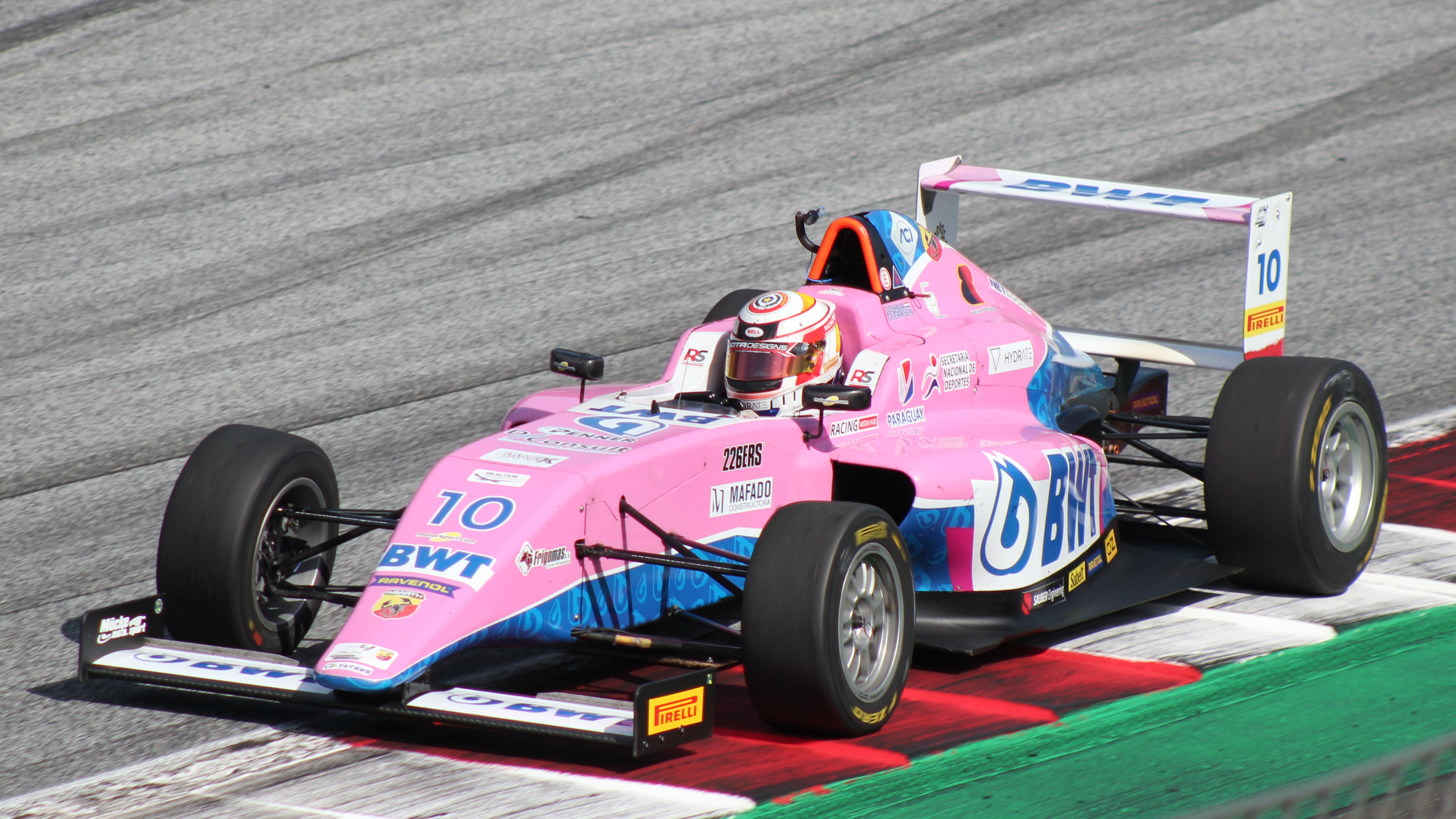
レッドブル・リンクで走行するデュルクセン。「イタリア・F4選手権（英語版）」時代。（2021年）

2021年は、BWT・ミュッケ・モータースポーツから「イタリア・F4」のフルタイム参戦に復帰した。3年目を迎えたシーズンは、前半から中盤にかけて表彰台へ手の届かないレースが続いた。第6戦（ムジェロ）のレース1・3でトップチェッカーを受け2勝を挙げた。最終戦（モンツァ）・レース1で3位表彰台へ入った。総合6位（171ポイント）までランキングを上げシーズンを終える。

### ユーロフォーミュラ・オープン
2021年、デュルクセンはハンガロリンクで開催された「ユーロフォーミュラ・オープン・チャンピオンシップ（英語版）」の第3戦へスポット参戦している。ドライヴェックス・スクール（英語版）から出走し、レース1で3位表彰台を獲得している。

### フォーミュラ・リージョナル・ヨーロピアン・チャンピオンシップ

#### 2022年

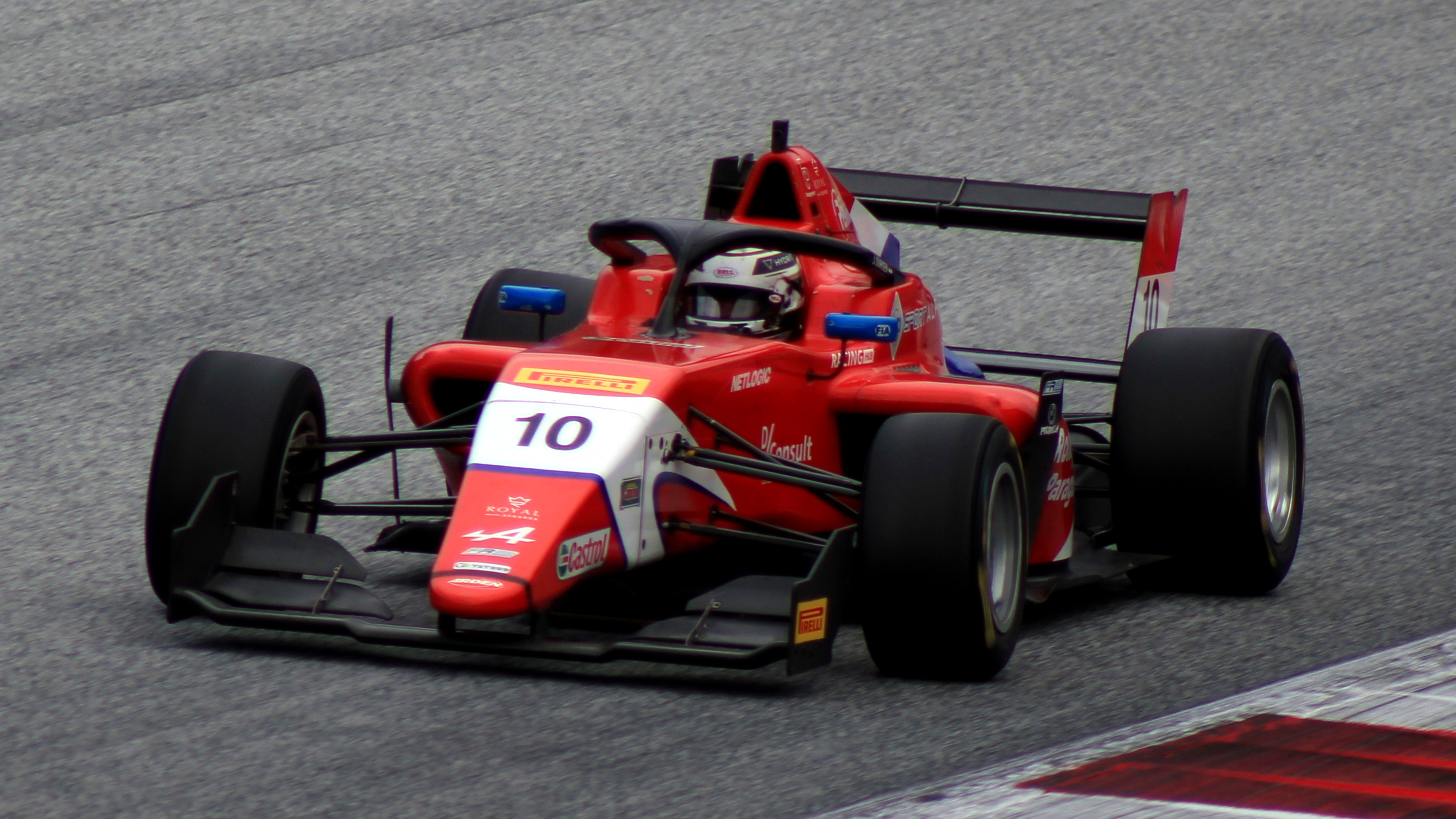
レッドブル・リンクで走行するデュルクセン。「フォーミュラ・リージョナル・ヨーロピアン・チャンピオンシップ（英語版）」時代。（2022年）

当初は参戦に必要な資金を確保することに苦労したものの、デュルクセンは2022年度の「フォーミュラ・リージョナル・ヨーロピアン・チャンピオンシップ（英語版）」へステップアップする。エドゥアルド・バリチェロ、ノエル・レオン（英語版）と共にアーデン・モータースポーツ（英語版）から参戦する。第2戦（イモラ）・レース1で6位入賞し初ポイントを得る、シーズン終盤には5レース連続入賞を記録するなどシーズンを通じ40ポイントを獲得した（総合14位）。

#### 2023年
2023年のプレシーズン、デュルクセンはハイデラバッド・ブラックバーズ・バイ・MP・モータースポーツ（英語版）から「フォーミュラ・リージョナル・ミドル・イースト・チャンピオンシップ（英語版）」へ2ラウンド限りでエントリーした。第2戦（クウェート（英語版））の予選でいきなりポールポジションを獲得した。レース1は他車とのクラッシュによりリタイアを喫する。レース3では巻き返しに成功し、3位表彰台へ登壇した。第3戦（クウェート）も2戦連続ポールを獲得。レース1では再び他車との接触により、完走扱いながらもリタイアに終わった。総合16位（29ポイント）というシーズン成績となった。

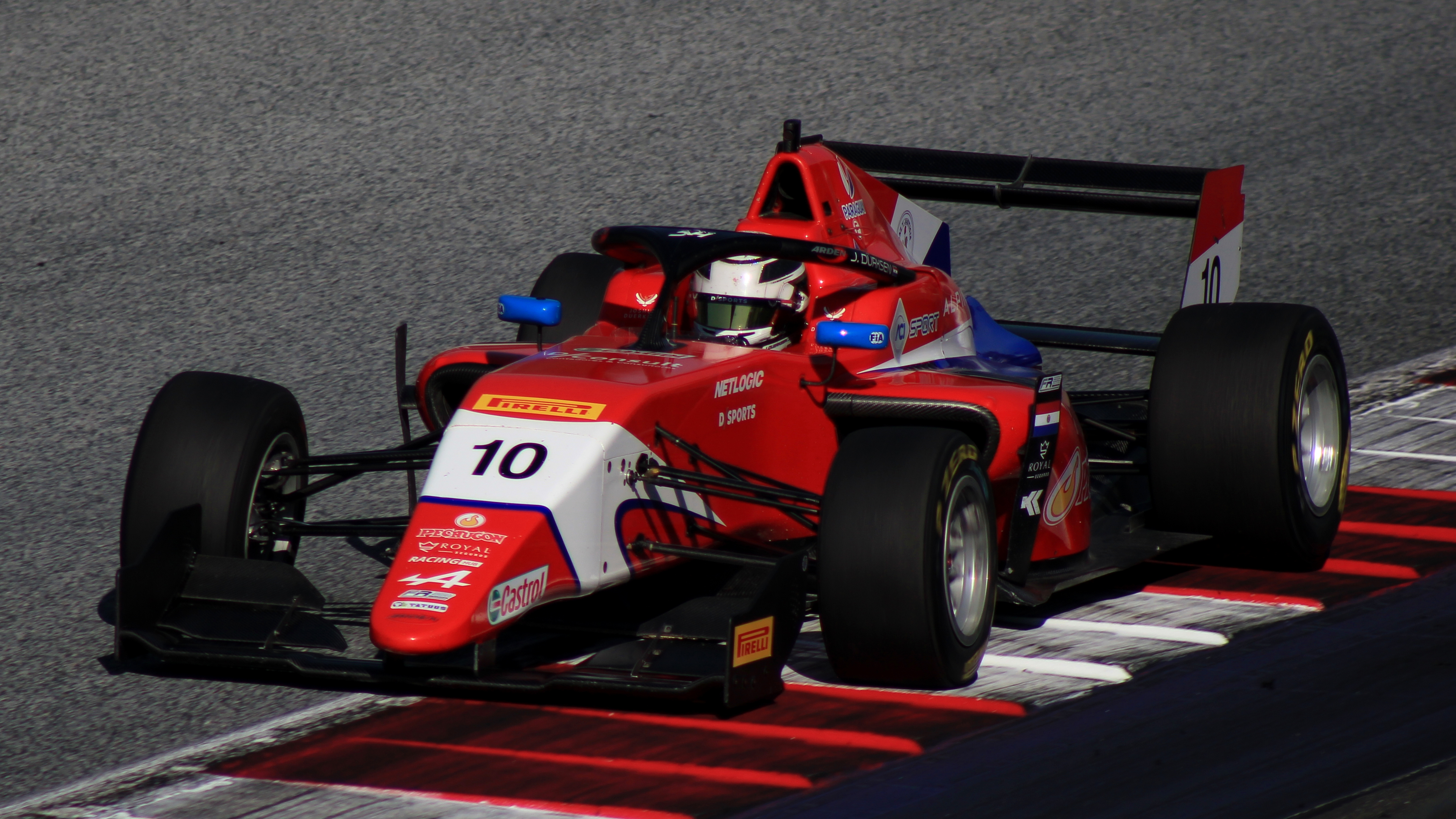
レッドブル・リンクで走行するデュルクセン。「フォーミュラ・リージョナル・ヨーロピアン・チャンピオンシップ（英語版）」時代。（2023年）

2年目の「フォーミュラ・リージョナル・ヨーロピアン・チャンピオンシップ」は、アーデン・モータースポーツへ残留して参戦した。開幕3戦はノーポイントに終わる。第3戦（スパ・フランコルシャン）レース2ではディラーノ・ファン・ト・ホフ（英語版）が死亡する重大なクラッシュが発生するが、そのレースで3位のチェッカーを受け初表彰台を獲得した。以降は2度の2入賞に留まり、前年を下回る総合19位（26ポイント）でシーズンを終えた。

### FIA フォーミュラ3選手権
イモラで行われた2023年の「FIA F3（英語版）」ポストシーズンテストにて、デュルクセンはPHM・レーシング（英語版）のドライバーとして参加した。

### FIA フォーミュラ2選手権

#### 2024年

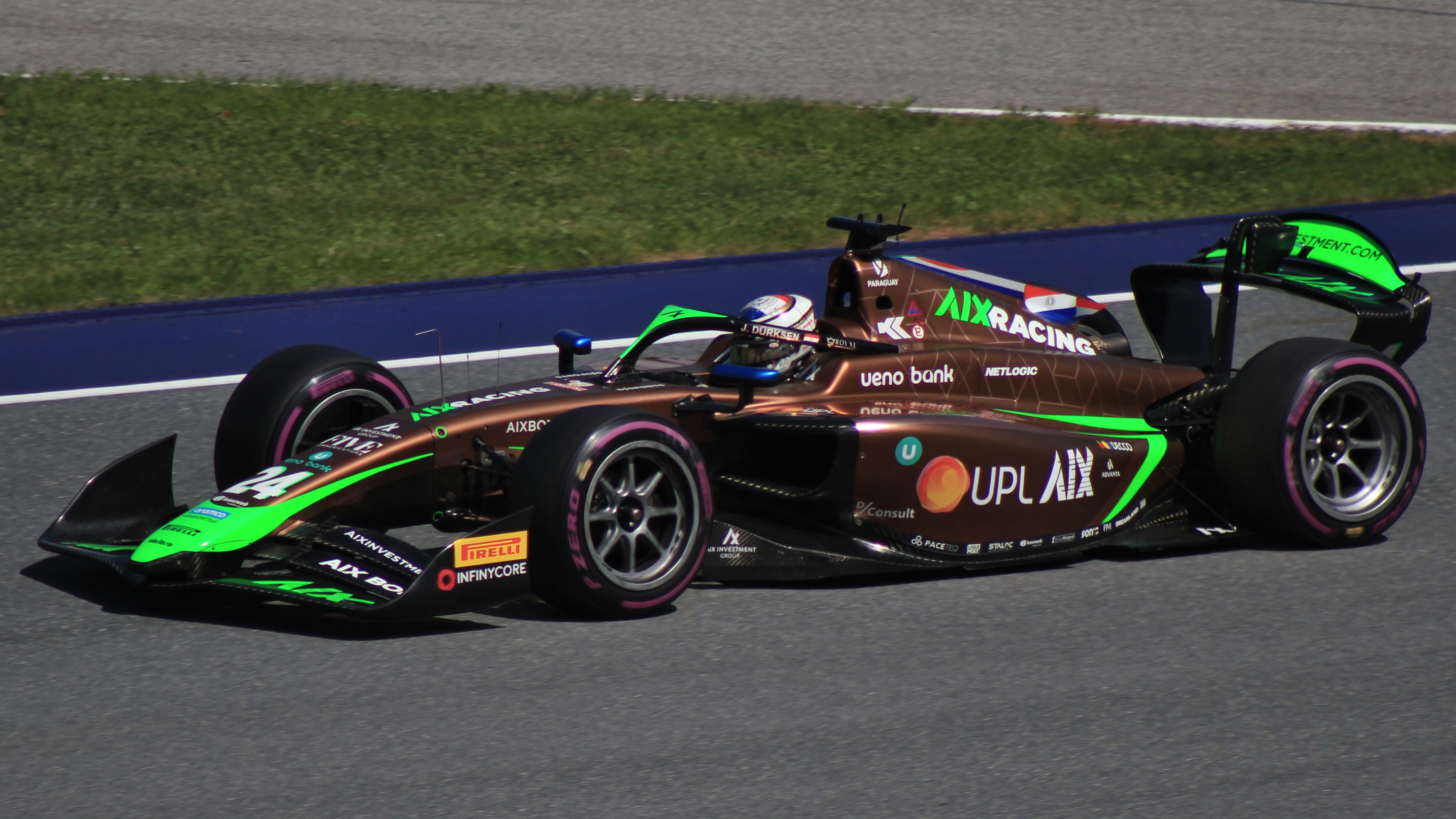
ダラーラ・F2 2024をドライブするデュルクセン。レッドブル・リンクにて。「FIA フォーミュラ2（英語版）」時代。（2024年）

2023年11月、PHM AIX・レーシング（英語版）のレースドライバーとして翌年の「FIA フォーミュラ2選手権（英語版）」へ参戦することを発表した。チームメイトは「FIA F3」から昇進したテイラー・バーナード。開幕3戦はポイント圏外へ迫る走りを見せたがノーポイントでシーズンが進む。第4戦（イモラ）予選では5番グリッドについた。スプリントレースでは1周目に複数のマシンが絡むアクシデントに見舞われるが、続くフィーチャーレースは3位表彰台フィニッシュを果たし初ポイントを獲得する。デュルクセンはパラグアイ国籍のドライバーとして「国際F2」カテゴリーにおける表彰台・ポイントを獲得した最初のドライバーとなった。第5戦（モナコ）予選は後方へ沈み、フィーチャーレースでもゼイン・マロニーとの接触によりグリッドペナルティを受けるなど不本意な内容でレースを終える。第6戦（カタロニア）のフィーチャーレースでは、17周目にエンジントラブルが発生しリタイアを喫する。第7戦（オーストリア）予選ではフロントローとなる2番グリッドを得る。スプリントレースを8位、フィーチャーレースは6位と順位を落としたものの着実にポイントを持ち帰った。
第8戦（シルバーストン）スプリントレースでは、宮田莉朋とポイント圏内を巡る順位争いをしたのちスピンを喫し後方へ沈む。フィーチャーレースはポール・アロンとの接触によりリタイアで終えた。第10戦（スパ・フランコルシャン）のフィーチャーレースで10位入賞し、6レースぶりのポイントを獲得した。第11戦（モンツァ）のスプリントレースでは10番グリッドから3位表彰台フィニッシュを果たす。フィーチャーレースは5位でフィニッシュし、このラウンドを上位で締めくくった。第12戦（バクー）のスプリントレースでは、クリスチャン・マンセル（英語版）とガブリエレ・ミニ（英語版）との攻防を制し「FIA F2」初優勝を果たした。デュルクセンは「国際F2」カテゴリーで優勝した初のパラグアイ国籍ドライバーとなった。続くフィーチャーレースは5位でレースを終え、多くのポイントを持ち帰った。
第13戦（カタール）スプリントレースは、16番グリッドからスタートし8位入賞を果たした。フィーチャーレースは、セーフティカー出動時のタイミングなどによりポイント獲得はならなかった。最終戦（ヤス・マリーナ）予選は9番グリッドを得る。スプリントレースは上位を競ったがアマウリー・コルディール（英語版）と接触し最終的にリタイアとなってしまう。フィーチャーレースはガブリエル・ボルトレトとの首位争いを制し2勝目（フィーチャーレースでは初勝利）を挙げた。優勝2回・表彰台圏内4回・87ポイントを獲得し総合10位で参戦初年度を終えた。

#### 2025年
デュルクセンは2025年度も、AIX・レーシングへ残留する。シアン・シールズがチームメイトとなる。開幕戦（メルボルン）予選で9番グリッドに着いたため、スプリントレースはフロントローからスタートした。抜群のスタートを決め1コーナーでポールのレオナルド・フォルナロリをかわすとそのままリードを広げ開幕レースを制した。フィーチャーレースは他車がペナルティを科せられた影響もあり7番グリッドからスタート予定であったが、激しい降雨が続いたためレースがキャンセルされた。

## レース戦績

### 略歴
| 年   | シリーズ                                                                   | チーム                                                               | レース | 勝利 | PP | FL | 表彰台 | ポイント | 順位  |
| ---- | -------------------------------------------------------------------------- | -------------------------------------------------------------------- | ------ | ---- | -- | -- | ------ | -------- | ----- |
| 2019 | フォーミュラ4・UAE選手権（英語版）                                         | ミュッケ・モータースポーツ（英語版）                                 | 20     | 5    | 2  | 4  | 10     | 295      | 2位   |
| 2019 | イタリア・F4選手権（英語版）                                               | BWT・ミュッケ・モータースポーツ（英語版）                            | 21     | 1    | 0  | 0  | 4      | 122      | 8位   |
| 2019 | ADAC・フォーミュラ4選手権（英語版）                                        | ADAC・ベルリン＝ブランデンブルク（英語版）                           | 20     | 0    | 0  | 1  | 2      | 80       | 11位  |
| 2020 | ADAC・フォーミュラ4選手権（英語版）                                        | ADAC・ベルリン＝ブランデンブルク（英語版）                           | 21     | 2    | 1  | 1  | 6      | 191      | 6位   |
| 2020 | イタリア・F4選手権                                                         | BWT・ミュッケ・モータースポーツ                                      | 8      | 1    | 1  | 2  | 2      | 60       | 13位  |
| 2021 | イタリア・F4選手権                                                         | BWT・ミュッケ・モータースポーツ                                      | 21     | 2    | 0  | 2  | 3      | 171      | 6位   |
| 2021 | ユーロフォーミュラ・オープン・チャンピオンシップ（英語版）                 | ドライヴェックス・スクール（英語版）                                 | 3      | 0    | 0  | 0  | 1      | 29       | 17位  |
| 2022 | フォーミュラ・リージョナル・ヨーロピアン・チャンピオンシップ（英語版）     | アーデン・モータースポーツ（英語版）                                 | 20     | 0    | 0  | 0  | 0      | 40       | 14位  |
| 2023 | フォーミュラ・リージョナル・ミドル・イースト・チャンピオンシップ（英語版） | ハイデラバッド・ブラックバーズ・バイ・MP・モータースポーツ（英語版） | 6      | 0    | 2  | 0  | 1      | 29       | 16位  |
| 2023 | フォーミュラ・リージョナル・ヨーロピアン・チャンピオンシップ               | アーデン・モータースポーツ                                           | 20     | 0    | 0  | 0  | 1      | 26       | 19位  |
| 2024 | FIA フォーミュラ2選手権（英語版）                                          | PHM AIX・レーシング（英語版） AIX・レーシング（英語版）              | 28     | 2    | 0  | 2  | 4      | 87       | 10位  |
| 2025 | FIA フォーミュラ2選手権（英語版）                                          | AIX・レーシング                                                      | 19     | 1    | 0  | 0  | 2      | 23       | 15位* |

- † : ゲストドライバーとしての出走であるため、ポイントは加算されない。
- * : 現状の今シーズン順位。

### フォーミュラ4・UAE選手権
| 年                | チーム                                | 1       | 2       | 3     | 4       | 5       | 6       | 7       | 8       | 9       | 10      | 11      | 12      | 13      | 14      | 15    | 16    | 17        | 18      | 19      | 20      | DC  | ポイント |
| ----------------- | ------------------------------------- | ------- | ------- | ----- | ------- | ------- | ------- | ------- | ------- | ------- | ------- | ------- | ------- | ------- | ------- | ----- | ----- | --------- | ------- | ------- | ------- | --- | -------- |
| 2019年 （英語版） | ミュッケ・モータースポーツ （英語版） | DUB 1 3 | DUB 2 4 | DUB 3 | DUB 4 1 | YMC 1 5 | YMC 2 1 | YMC 3 1 | YMC 4 3 | DUB 1 4 | DUB 2 1 | DUB 3 6 | DUB 4 5 | YMC 1 5 | YMC 2 6 | YMC 3 | YMC 4 | DUB 1 Ret | DUB 2 3 | DUB 3 5 | DUB 4 1 | 2位 | 295      |

- 太字はポールポジション、斜字はファステストラップ。(key)

### イタリア・F4選手権
| 年                | チーム                                     | 1         | 2       | 3       | 4        | 5        | 6        | 7       | 8        | 9         | 10        | 11        | 12      | 13        | 14       | 15       | 16       | 17       | 18       | 19      | 20      | 21       | 22        | 順位 | ポイント |
| ----------------- | ------------------------------------------ | --------- | ------- | ------- | -------- | -------- | -------- | ------- | -------- | --------- | --------- | --------- | ------- | --------- | -------- | -------- | -------- | -------- | -------- | ------- | ------- | -------- | --------- | ---- | -------- |
| 2019年 （英語版） | BWT・ミュッケ・モータースポーツ （英語版） | VLL 1 Ret | VLL 2 1 | VLL 3   | MIS 1 11 | MIS 2 8  | MIS 3 C  | HUN 1 5 | HUN 2 9  | HUN 3 4   | RBR 1 3   | RBR 2 Ret | RBR 3 8 | IMO 1 12  | IMO 2 17 | IMO 3 16 | IMO 4 19 | MUG 1 24 | MUG 2 5  | MUG 3   | MNZ 1 5 | MNZ 2 22 | MNZ 3 Ret | 8位  | 122      |
| 2020年 （英語版） | BWT・ミュッケ・モータースポーツ （英語版） | MIS 1     | MIS 2   | MIS 3   | IMO 1    | IMO 2    | IMO 3    | RBR 1   | RBR 2 15 | RBR 3 2   | MUG 1     | MUG 2     | MUG 3   | MNZ 1     | MNZ 2    | MNZ 3    | IMO 1 10 | IMO 2 4  | IMO 3 11 | VLL 1 9 | VLL 2 C | VLL 3 9  |           | 13位 | 60       |
| 2021年 （英語版） | BWT・ミュッケ・モータースポーツ （英語版） | LEC 1 8   | LEC 2 5 | LEC 3 7 | MIS 1 15 | MIS 2 15 | MIS 3 15 | VLL 1 4 | VLL 2 4  | VLL 3 Ret | IMO 1 25† | IMO 2 4   | IMO 3 6 | RBR 1 Ret | RBR 2 5  | RBR 3 22 | MUG 1    | MUG 2 4  | MUG 3 1  | MNZ 1 3 | MNZ 2 4 | MNZ 3 6  |           | 6位  | 171      |

- 太字はポールポジション、斜字はファステストラップ。(key)

### ADAC・フォーミュラ4選手権
| 年                | チーム                                      | 1       | 2        | 3       | 4         | 5       | 6        | 7        | 8        | 9         | 10       | 11        | 12        | 13      | 14        | 15       | 16      | 17      | 18        | 19      | 20       | 21      | 順位 | ポイント |
| ----------------- | ------------------------------------------- | ------- | -------- | ------- | --------- | ------- | -------- | -------- | -------- | --------- | -------- | --------- | --------- | ------- | --------- | -------- | ------- | ------- | --------- | ------- | -------- | ------- | ---- | -------- |
| 2019年 （英語版） | ADAC・ベルリン＝ブランデンブルク （英語版） | OSC 1 9 | OSC 2 5  | OSC 3 2 | RBR 1 Ret | RBR 2 9 | RBR 3 20 | HOC 1 20 | HOC 2 12 | ZAN 1 Ret | ZAN 2 10 | ZAN 3 Ret | NÜR 1 11  | NÜR 2 7 | NÜR 3 Ret | HOC 1 3  | HOC 2 4 | HOC 3 9 | SAC 1 Ret | SAC 2 6 | SAC 3 10 |         | 11位 | 80       |
| 2020年 （英語版） | ADAC・ベルリン＝ブランデンブルク （英語版） | LAU 1 2 | LAU 2 11 | LAU 3 9 | NÜR 1 9   | NÜR 2 6 | NÜR 3 1  | HOC 1    | HOC 2 11 | HOC 3 5   | NÜR 1 2  | NÜR 2 9   | NÜR 3 Ret | RBR 1 9 | RBR 2 3   | RBR 3 12 | LAU 1 4 | LAU 2 4 | LAU 3 7   | OSC 1 2 | OSC 2 7  | OSC 3 5 | 6位  | 191      |

- 太字はポールポジション、斜字はファステストラップ。(key)

### ユーロフォーミュラ・オープン・チャンピオンシップ
| 年                | エントラント                          | 1     | 2     | 3     | 4     | 5     | 6     | 7     | 8     | 9     | 10      | 11      | 12      | 13    | 14    | 15    | 16    | 17    | 18    | 19    | 20    | 21    | 22    | 23    | 24    | DC   | ポイント |
| ----------------- | ------------------------------------- | ----- | ----- | ----- | ----- | ----- | ----- | ----- | ----- | ----- | ------- | ------- | ------- | ----- | ----- | ----- | ----- | ----- | ----- | ----- | ----- | ----- | ----- | ----- | ----- | ---- | -------- |
| 2021年 （英語版） | ドライヴェックス・スクール （英語版） | POR 1 | POR 2 | POR 3 | LEC 1 | LEC 2 | LEC 3 | SPA 1 | SPA 2 | SPA 3 | HUN 1 3 | HUN 2 5 | HUN 3 8 | IMO 1 | IMO 2 | IMO 3 | RBR 1 | RBR 2 | RBR 3 | MNZ 1 | MNZ 2 | MNZ 3 | CAT 1 | CAT 2 | CAT 3 | 17位 | 29       |

- 太字はポールポジション、斜字はファステストラップ。(key)

### フォーミュラ・リージョナル・ヨーロピアン・チャンピオンシップ
| 年                | チーム                                | 1        | 2         | 3        | 4        | 5        | 6        | 7        | 8        | 9         | 10        | 11       | 12        | 13       | 14       | 15       | 16        | 17       | 18      | 19       | 20       | 順位 | ポイント |
| ----------------- | ------------------------------------- | -------- | --------- | -------- | -------- | -------- | -------- | -------- | -------- | --------- | --------- | -------- | --------- | -------- | -------- | -------- | --------- | -------- | ------- | -------- | -------- | ---- | -------- |
| 2022年 （英語版） | アーデン・モータースポーツ （英語版） | MNZ 1 19 | MNZ 2 14  | IMO 1 6  | IMO 2 12 | MON 1 12 | MON 2 10 | LEC 1 13 | LEC 2 12 | ZAN 1 Ret | ZAN 2 18  | HUN 1 15 | HUN 2 Ret | SPA 1 21 | SPA 2 14 | RBR 1 6  | RBR 2 6   | CAT 1 10 | CAT 2 6 | MUG 1 9  | MUG 2 13 | 14位 | 40       |
| 2023年 （英語版） | アーデン・モータースポーツ （英語版） | IMO 1 15 | IMO 2 Ret | CAT 1 18 | CAT 2 21 | HUN 1 20 | HUN 2 14 | SPA 1 10 | SPA 2 3  | MUG 1 14  | MUG 2 23† | LEC 1 18 | LEC 2 9   | RBR 1 16 | RBR 2 NC | MNZ 1 22 | MNZ 2 Ret | ZAN 1 14 | ZAN 2 7 | HOC 1 17 | HOC 2 14 | 19位 | 26       |

- 太字はポールポジション、斜字はファステストラップ。(key)
- † : リタイアだが、90%以上の距離を走行したため規定により完走扱い。

### フォーミュラ・リージョナル・ミドル・イースト・チャンピオンシップ
| 年                | エントラント                                                          | 1     | 2     | 3     | 4         | 5       | 6     | 7         | 8        | 9       | 10    | 11    | 12    | 13    | 14    | 15    | DC   | ポイント |
| ----------------- | --------------------------------------------------------------------- | ----- | ----- | ----- | --------- | ------- | ----- | --------- | -------- | ------- | ----- | ----- | ----- | ----- | ----- | ----- | ---- | -------- |
| 2023年 （英語版） | ハイデラバッド・ブラックバーズ・バイ・MP・モータースポーツ （英語版） | DUB 1 | DUB 2 | DUB 3 | KUW 1 Ret | KUW 2 7 | KUW 3 | KUW 1 26† | KUW 2 15 | KUW 3 6 | DUB 1 | DUB 2 | DUB 3 | ABU 1 | ABU 2 | ABU 3 | 16位 | 29       |

- 太字はポールポジション、斜字はファステストラップ。(key)
- † : リタイアだが、90%以上の距離を走行したため規定により完走扱い。

### FIA フォーミュラ2選手権
| 年     | エントラント                                            | 1          | 2          | 3           | 4          | 5          | 6           | 7           | 8          | 9           | 10          | 11         | 12          | 13        | 14         | 15         | 16          | 17         | 18         | 19         | 20         | 21        | 22        | 23        | 24        | 25        | 26         | 27          | 28        | DC    | ポイント |
| ------ | ------------------------------------------------------- | ---------- | ---------- | ----------- | ---------- | ---------- | ----------- | ----------- | ---------- | ----------- | ----------- | ---------- | ----------- | --------- | ---------- | ---------- | ----------- | ---------- | ---------- | ---------- | ---------- | --------- | --------- | --------- | --------- | --------- | ---------- | ----------- | --------- | ----- | -------- |
| 2024年 | PHM AIX・レーシング（英語版） AIX・レーシング（英語版） | BHR SPR 15 | BHR FEA 11 | JED SPR 9   | JED FEA 12 | MEL SPR 17 | MEL FEA Ret | IMO SPR Ret | IMO FEA 3  | MON SPR 18  | MON FEA 18† | CAT SPR 10 | CAT FEA Ret | RBR SPR 8 | RBR FEA 6  | SIL SPR 16 | SIL FEA Ret | HUN SPR 18 | HUN FEA 19 | SPA SPR 19 | SPA FEA 10 | MNZ SPR 3 | MNZ FEA 5 | BAK SPR 1 | BAK FEA 5 | LSL SPR 8 | LSL FEA 13 | YMC SPR Ret | YMC FEA 1 | 10位  | 87       |
| 2025年 | AIX・レーシング （英語版）                              | MEL SPR 1  | MEL FEA C  | BHR SPR DSQ | BHR FEA 10 | JED SPR 12 | JED FEA 11  | IMO SPR 11  | IMO FEA 13 | MON SPR Ret | MON FEA Ret | CAT SPR NC | CAT FEA 17  | RBR SPR 2 | RBR FEA 17 | SIL SPR 5  | SIL FEA 20† | SPA SPR 11 | SPA FEA 11 | HUN SPR 11 | HUN FEA 12 | MNZ SPR   | MNZ FEA   | BAK SPR   | BAK FEA   | LSL SPR   | LSL FEA    | YMC SPR     | YMC FEA   | 15位* | 23*      |

- 太字はポールポジション、斜字はファステストラップ。(key)
- * : 現状の今シーズン順位。
- † : リタイアだが、90%以上の距離を走行したため規定により完走扱い。